# Microtus californicus
Microtus californicus là một loài động vật có vú trong họ Cricetidae, bộ Gặm nhấm. Loài này được Peale mô tả năm 1848.
Loài này sinh sống trong suốt nhiều California và một phần phía tây nam Oregon. Chúng cũng được gọi là chuột cỏ California. Chúng có chiều dài trung bình 172 mm mặc dù chiều dài này khác nhau rất nhiều giữa các phân loài.

## Hình ảnh

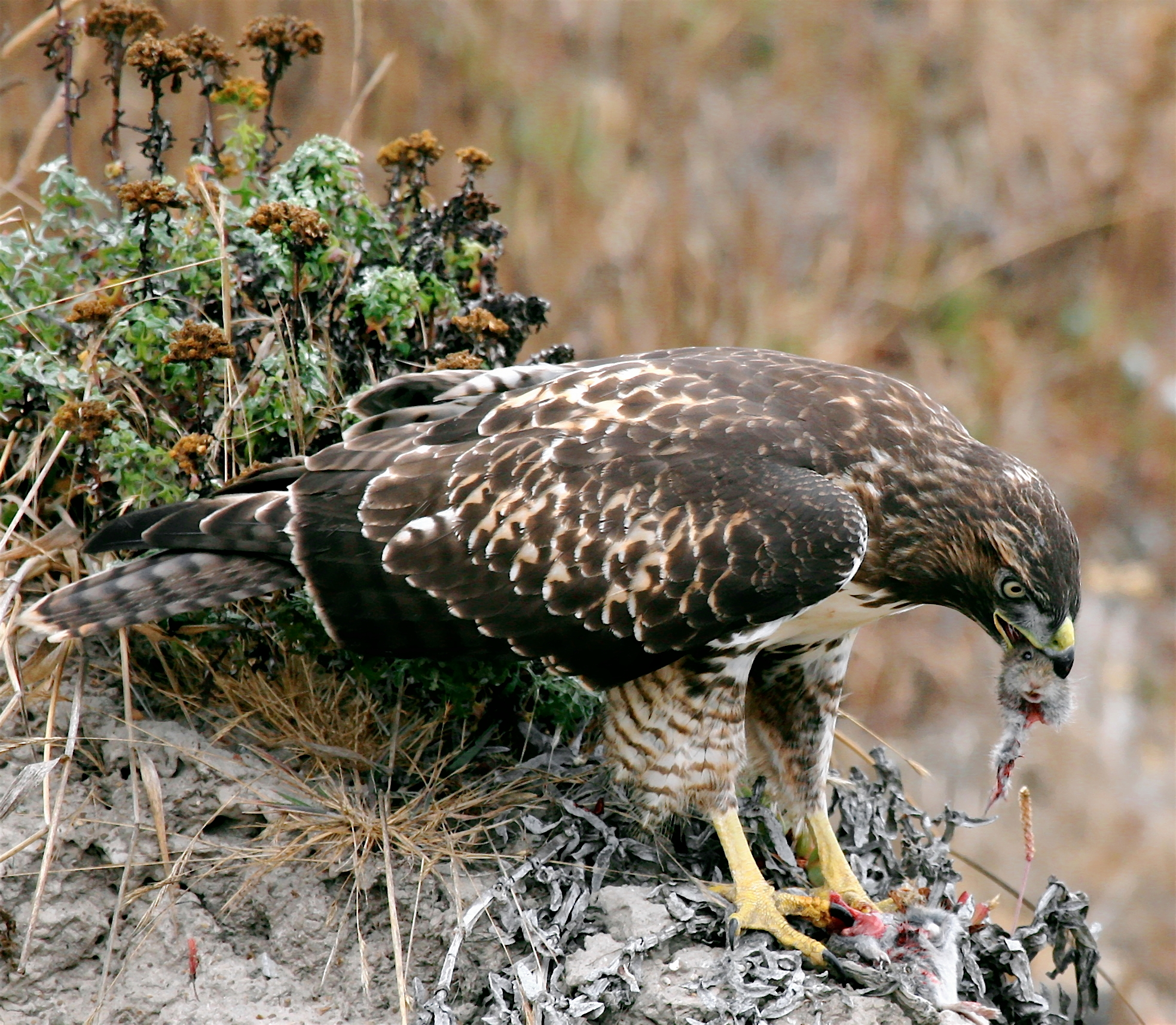
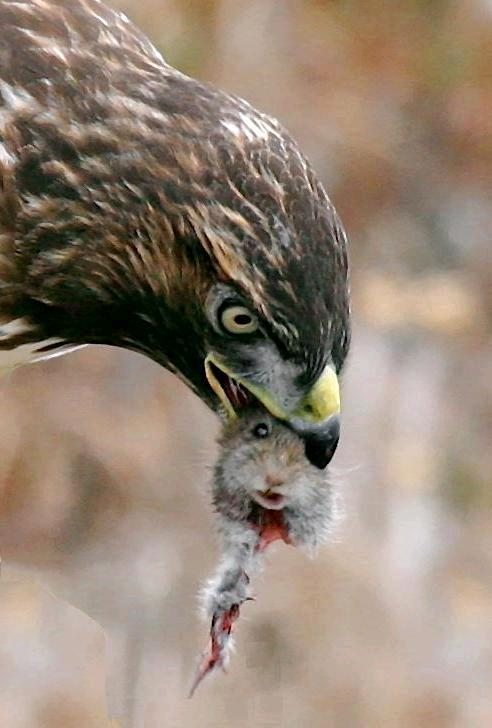
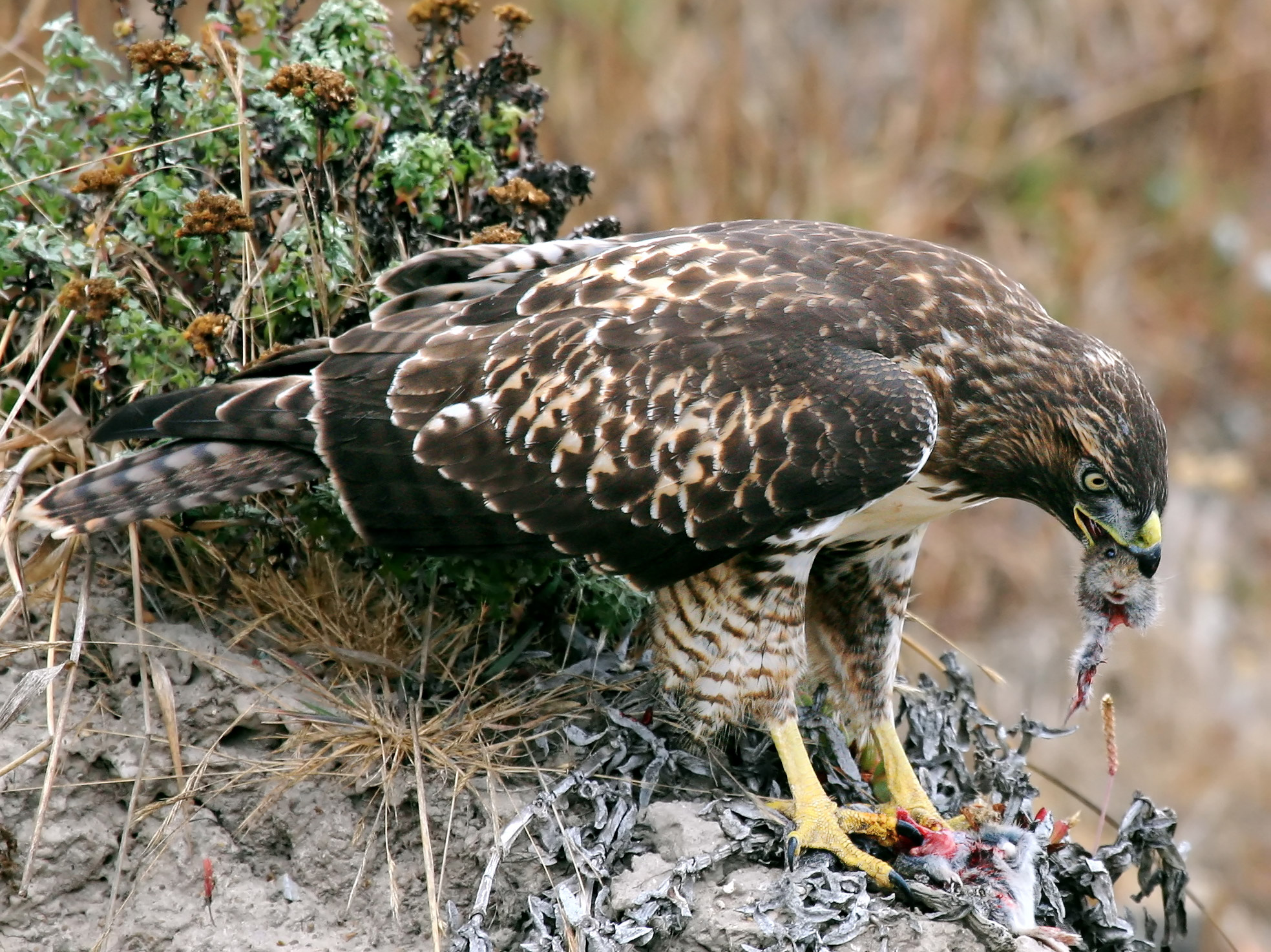
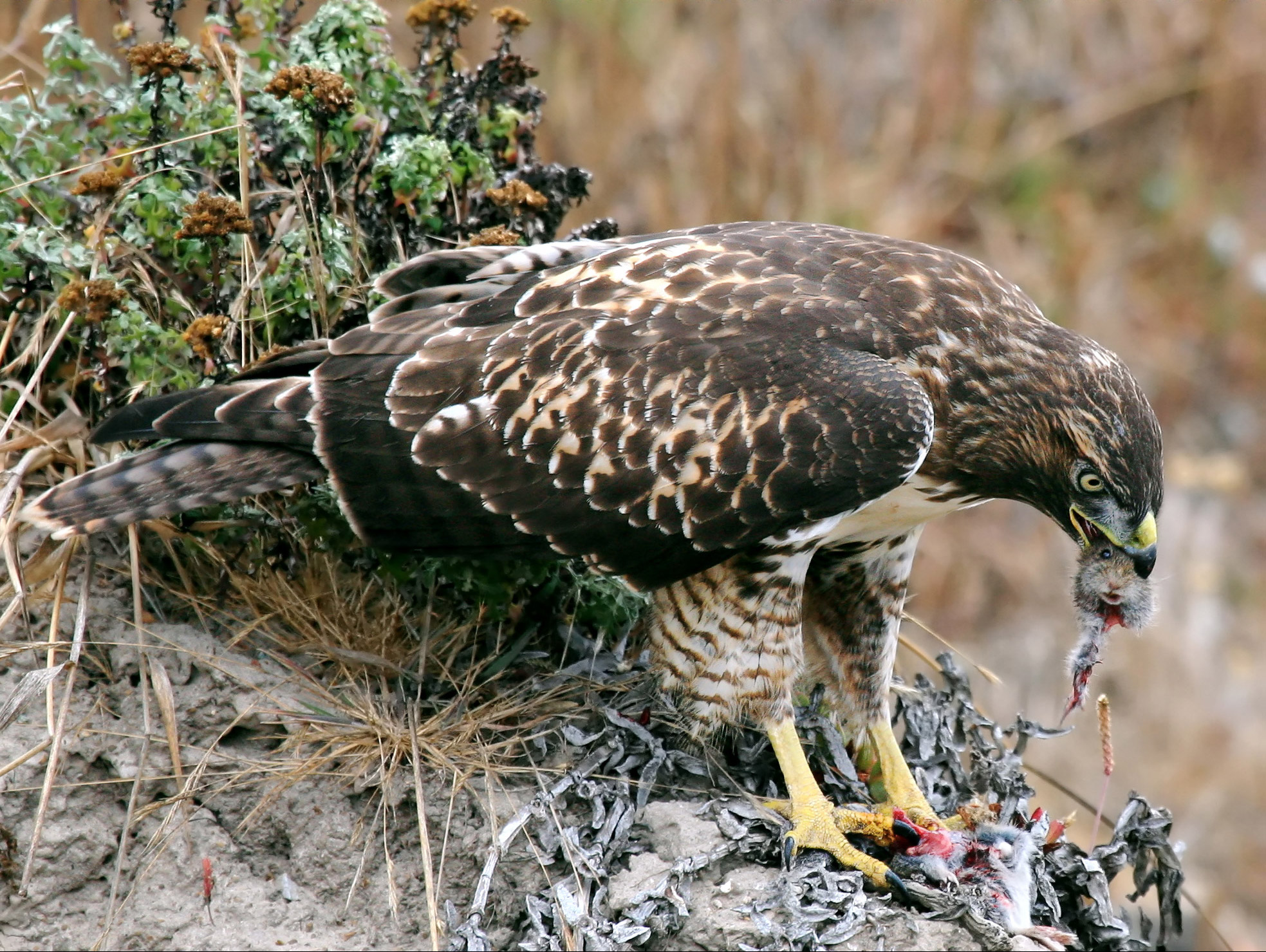